# Логвиненко Леонід Андрійович
Леоні́д Андрі́йович Логвине́нко (нар. 30 березня 1961, с. Мисайлівка, Богуславський район Київської області) — український журналіст, поет, публіцист, фоторепортер, волонтер української армії, викладач кафедри журналістики факультету культурології Харківської державної академії культури, переможець конкурсу Національної спілки журналістів України в номінації «Журналіст року» (2017), Заслужений журналіст України (2007), власний кореспондент газети «Сільські вісті» у Харківській області, член Національної спілки журналістів України та Національної спілки письменників України.

## Біографія
Леонід Логвиненко народився 30 березня 1961 у селі Мисайлівка на Богуславщині.
Освіту здобув у Київському державному університеті імені Тараса Шевченка.
Закінчивши університет, Леонід Логвиненко переїздить на Харківщину. У Харкові він працює як журналіст у місцевих газетах «Вечірній Харків», «Слобідський край», «Главное». Також друкується у газетах «Україна молода», «Дзеркало тижня», «Сільські вісті» та інших виданнях, деякі з яких стали резонансними.
Станом на початок 2007 року був завідувачем редакції газети «Слобідський край», а станом на 2012 рік був заступником головного редактора газети «Главное».
Леонід Логвиненко з 2001 року часто ставав переможцем обласного творчого професійного журналістського конкурсу «Часопис» у номінаціях «Золоте перо», «Журналіст року», «Зірка журналістики», «Журналістське розслідування».
З 2012 року є власним кореспондентом газети «Сільські вісті» в Харківській області.
Після захоплення Слов'янська російськими військами та початку російсько-української війни Леонід Логвиненко не один раз їздив на фронт та передову до українських бійців і як журналіст, і як волонтер. Побував у Слов'янську, Дебальцевому, Широкиному, Водяному, Авдіївці, Мар'їнці, Опитному, Гранітному, на шахті «Бутівка», на «Зеніті», у Щасті, Станиці Луганській, Красногорівці тощо. Спільно з волонтерською групою «Вольниця» брав участь у понад 50-ти концертах, під час яких читав свої вірші. Під час цих поїздок він багато спілкувався із людьми, українськими бійцями та фотографував. Нариси з цих поїздок увійшли до його книжки «Місячна соната війни», яка вийшла друком у 2016 році. Зокрема, Леонід Логвиненко сфотографував останній танець у житті Юрія Литвиненка.
У 2018 році став викладачем кафедри журналістики Харківської державної академії культури, де він викладає дисципліни щодо пресової журналістики та журналістського розслідування.

## Творчий доробок
Поетичні збірки та публіцистичні книжки Леоніда Логвиненка присвячені темам любові до рідної землі та людей, проблемам національного відродження, людської гідності, а у виданнях з 2014 року — людям війни. Зокрема, за публіцистичну книгу «Місячна соната війни» він став лавреатом Міжнародної премії фонду Воляник-Швабінських фундації Українського вільного університету в Нью-Йорку та став у 2017 році переможцем конкурсу Національної спілки журналістів України в номінації «Журналіст року», а книжку «Танго білих лисиць» отримав спеціальну відзнаку в номінації «Кращий журналістський матеріал (фоторепортаж, серія) про події на Сході України (в зоні ООС)» конкурсу Національної спілки журналістів України.
Також Леонід Логвіненко має у своєму доробку три персональні професійні фотовиставки, зокрема, одна з них «Харківський Майдан: сторінки щоденника», яка відкрилась у лютому 2016 року, висвітлює перебіг Революції Гідності у Харкові в об'єктиві його фотокамери. Також під час експонування виставки відбулось кілька творчих зустрічей із Леонідом Логвиненком.. Також він брав участь у колективній виставці «Хроніка Харьківщини. Спеціальний репортаж» разом з Констянтином Буновським, Віктором Кочетовим, Олексієм Лебедєм, Марією Зайцевою, Ігорем Лептугою і Романом Шупенком, яка висвітлює події на Харківщині у 2014—2016 роках.
Він є автором таких збірок та книжок:
- Логвиненко Л. А. Причастя / Упоряд. та підготовка тексту Світлани Телегіної; Переднє слово Василя Борового. — Харків: П. П. Якубенко, 2004. — 98 с. — ISBN 966-8094-66-2
- Логвиненко Л. А. Білого янгола зоряна тінь / Переднє слово Степана Сапеляка. — Харків: П. П. Якубенко, 2006. — 120 с. — ISBN 966-8964-48-9
- Логвиненко Л. А. Загублений світ / Л. А. Логвиненко. — Харків: Чайка, 2011. — 367 с.: іл. — ISBN 978-966-2619-09-6[16]
- Логвиненко Л. А. Місячна соната війни: Есе вірші, світлини. — Харків: Майдан, 2016. — 246 с. — ISBN 978-966-372-662-5
- Логвиненко Л. Харківський майдан. Репортаж між сторінками щоденника (фотоальбом). — Харків: РА Ірис. 2017—208 с.: іл. — ISBN 978-966-95223-75[17]
- Логвиненко Л. А. Танго білих лисиць (2018)

## Нагороди
- Заслужений журналіст України «за вагомий особистий внесок у соціально-економічний та культурний розвиток Харківщини, значні професійні здобутки, багаторічну сумлінну працю та з нагоди 75-річчя утворення області» (2007)[5]
- Переможець конкурсу Національної спілки журналістів України в номінації «Журналіст року» за книгу «Місячна соната війни» (2017)[3]
- Лавреат Міжнародної премії фонду Воляник-Швабінських фундації Українського вільного університету в Нью-Йорку за книгу «Місячна соната війни»[7]
- Спеціальна відзнака в номінації «Кращий журналістський матеріал (фоторепортаж, серія) про події на Сході України (в зоні ООС)» конкурсу Національної спілки журналістів України за книгу «Танго білих лисиць»[10]
- Численні перемоги на обласному творчому професійному журналістському конкурсі «Часопис»